# 班塔姆汽车
美国班塔姆汽车公司是一家成立在宾夕法尼亚州的美国汽车制造公司。1940年，美国班塔姆公司因发明了原始吉普车而备受赞誉。 公司创始人罗伊•埃文斯和小威廉•A•沃德通过资源整合购买了在破产清算中的美国奥斯汀汽车公司的资产。  1935年，新公司以美国奥斯汀公司的模具为基础生产汽车，以埃文斯运营公司的名义运营。 新公司于1936年6月注册为美国班塔姆汽车公司。 新公司发起了一场公共筹款活动，并重新设计了整个汽车生产线，于1937年推出了全新的美国班塔姆跑车和运货车。该公司持续生产车辆直到1943年，其所有的制造都集中在 二战 武器生产上，包括制造鱼雷发动机、飞机控制装置和零件、鱼雷尾部齿轮、两栖拖车和货物拖车。

## 发展历史
1936年6月2日，罗伊•埃文斯和他的共同创始人在宾夕法尼亚州成立了美国班塔姆汽车公司，并将从美国奥斯汀汽车公司购买的资产以及500美元的现金转移到新公司。 1937年初，埃文斯打电话给原奥斯汀车身设计师亚历克西斯•德•萨赫诺夫斯基伯爵，请他围绕现有模具设计一条新的车身生产线。因为没有资金用于昂贵的造型设计，更不用说设计新的车身模具了，因此新的设计必须尽可能多地使用原有的模具为基础。
1937年初，亚历克西斯•德•萨克诺夫斯基参观了位于美国宾夕法尼亚州巴特勒的美国班特姆工厂，并设计出全新的前脸格栅、前挡泥板和后挡泥板。并重新设计了奥斯汀的发动机，采用了新的铝制感应系统和汽缸盖，保留了45.6立方英寸（747cc）的排量，同时采用了全压式油压系统，将压缩比提高了40%，达到了7:1的比例，并采用了普通巴氏合金曲轴，在4,000转/分时产生20马力，比原有奥斯汀的发动机提高了50%。 美国班塔姆汽车公司1938年的车型是唐老鸭汽车的灵感来源，该车首次出现在《米老鼠和唐老鸭》（1937）中。尽管班塔姆的车身样式繁多，从轻型卡车到木质旅行车，但所有类型总计只生产了约6,000辆。美国班塔姆汽车公司持续生产汽车一直到1943年8月18日。 

## 发明吉普

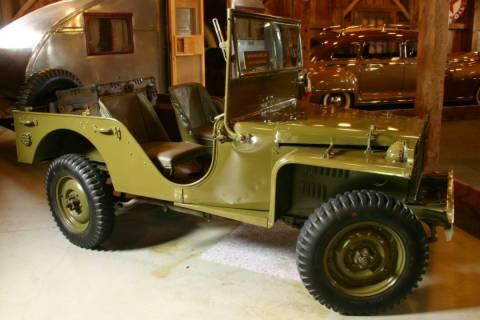
American Bantam BRC-40 mass production WWII jeep

1941年的班塔姆 BRC 以其坚固耐用，可满载三人完全腾跃，并拖着一门37毫米反坦克炮--这张美国陆军通信兵拍摄的照片可能激发了 "飞行吉普 "海报和 "跳跃莱娜 "等绰号。
[15][16]和1940年，美国陆军订购的第一辆批量生产的军用吉普车[17]而受到赞誉。
美国班特姆公司因发明了最初的吉普车 和1940年，美国陆军订购的第一辆批量生产的军用吉普车。
用小型、耐用的汽车来取代战马的想法是由美国班塔姆汽车公司的销售员查尔斯•'哈里'•佩恩（已退役）主张的, 他与罗伯特•布朗——为美国陆军军需团工作的平民顾问密切合作，  1940年春天，美国班塔姆汽车公司首席设计师哈罗德•克里斯特与班塔姆总裁弗兰克•范恩一起制定了第一辆班塔姆侦察车 (BRC) 的规格。 哈罗德•克里斯特负责指定、构思、设计和制造该，卡尔•普罗布斯特负责起草和确定克里斯特制定的现有结构和参数规格。
1940年9月23日，美国班塔姆汽车公司在马里兰州巴尔的摩东部的美国陆军基地霍拉博德营向军需处交付了第一辆吉普车。在测试期间，来自福特和威利斯奥弗兰公司的工程师们在霍拉博德营现场勘察吉普车。最初的吉普车设计也被移交给威利斯奥弗兰公司和福特公司，并成为第二次世界大战被征用的吉普车的设计基础。第一辆吉普车交付后，美国班特姆公司开始马克二型（BRC-60）吉普车的批量生产，并在军需处的建议下进行了改进。美国班塔姆汽车公司是1940年期间美国陆军投入使用的唯一吉普车制造商。
1940年到1943年间，美国班塔姆公司总共制造了2,675辆吉普车, 其中大部分车辆在1941年期间交付。一半以上的早期生产的车辆交付给了英国军队， 还有一些交付给了苏联。 其中一些发动机和底盘是从俄亥俄州的托莱多进口的，早期的车身是在宾夕法尼亚州巴特勒的美国班塔姆工厂制造的。
班塔姆公司根据美国陆军 最初的招标规格生产了最省油的发动机和第一辆原型车，并获得了第一份合同。然而，由于军需团内部对福特公司有利的人员声称 美国班塔姆公司缺乏生产能力，产能无法满足陆军所需的规模生产该车，因此正在执行中的合同被重新开始。 最终，陆军将侦察车（Bantam Reconnaissance Car）40的设计交给了威利斯奥弗兰公司，并将大部分订单给予了威利斯公司和福特公司, 而班塔姆公司则继续生产吉普车拖车 (T-3).
世界第二次世界大战结束后，美国班塔姆汽车公司继续为消费市场生产拖车。1943年，美国班塔姆公司发起了一项广告风暴"伊万的第一辆吉普车是班塔姆公司制造"。以回应威利斯奥弗兰 公司于1943年2月13日向 美国专利和商标局提出的 "JEEP "商标申请。
拖车的生产一直持续到1956年，该公司被美国轧钢厂 (American Rolling Mills )接管 。 

## 图片展示

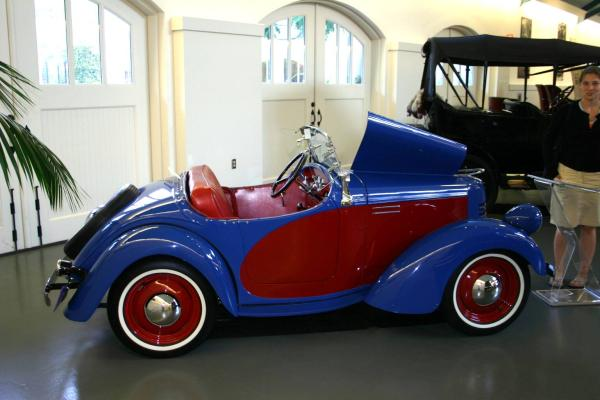
1939 美国班塔姆
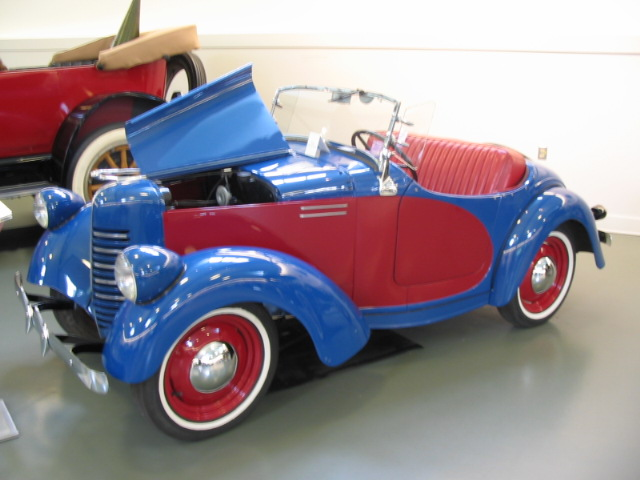
美国班塔姆第二视角
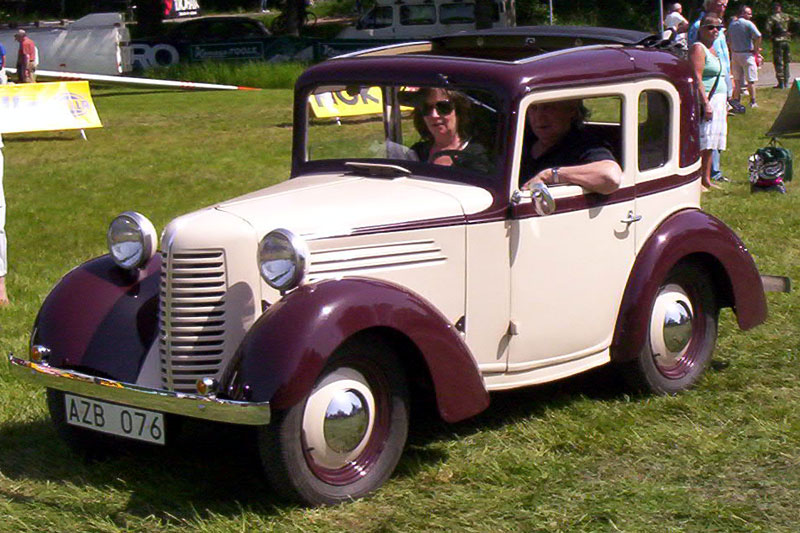
1938 班塔姆 60
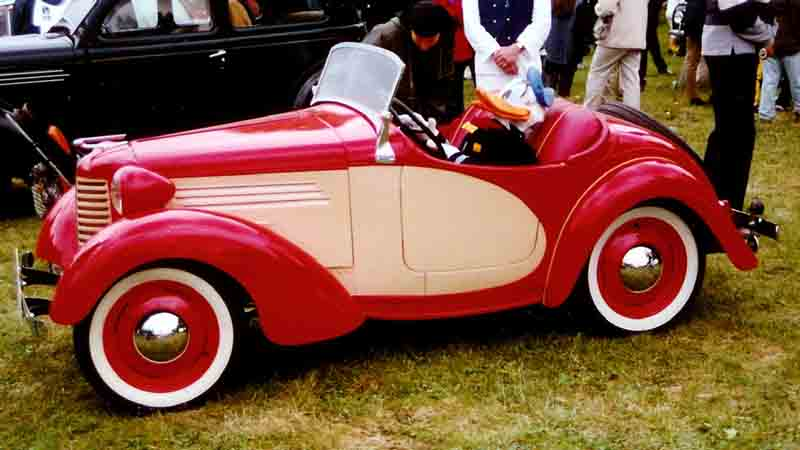
1938 班塔姆 60 跑车
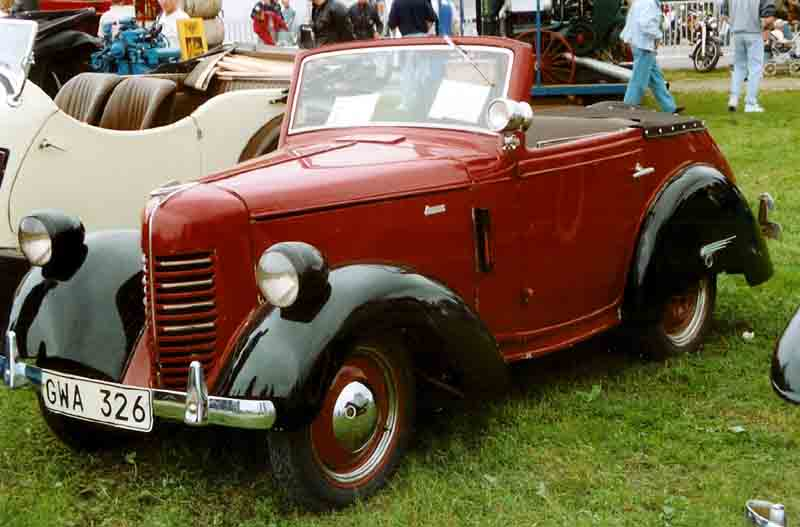
1939 班塔姆 60 敞篷
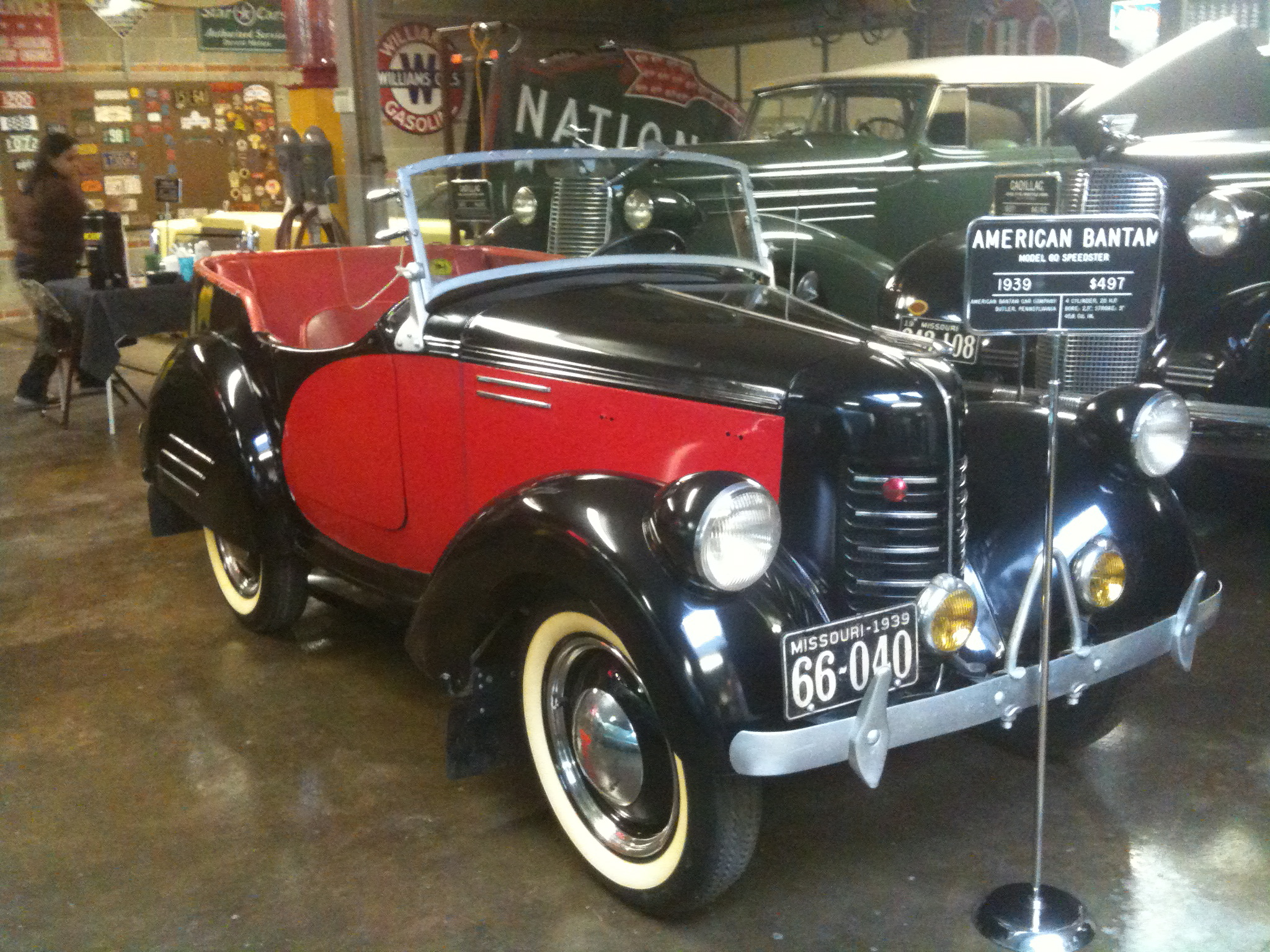
1939 班塔姆 60 极品飞车
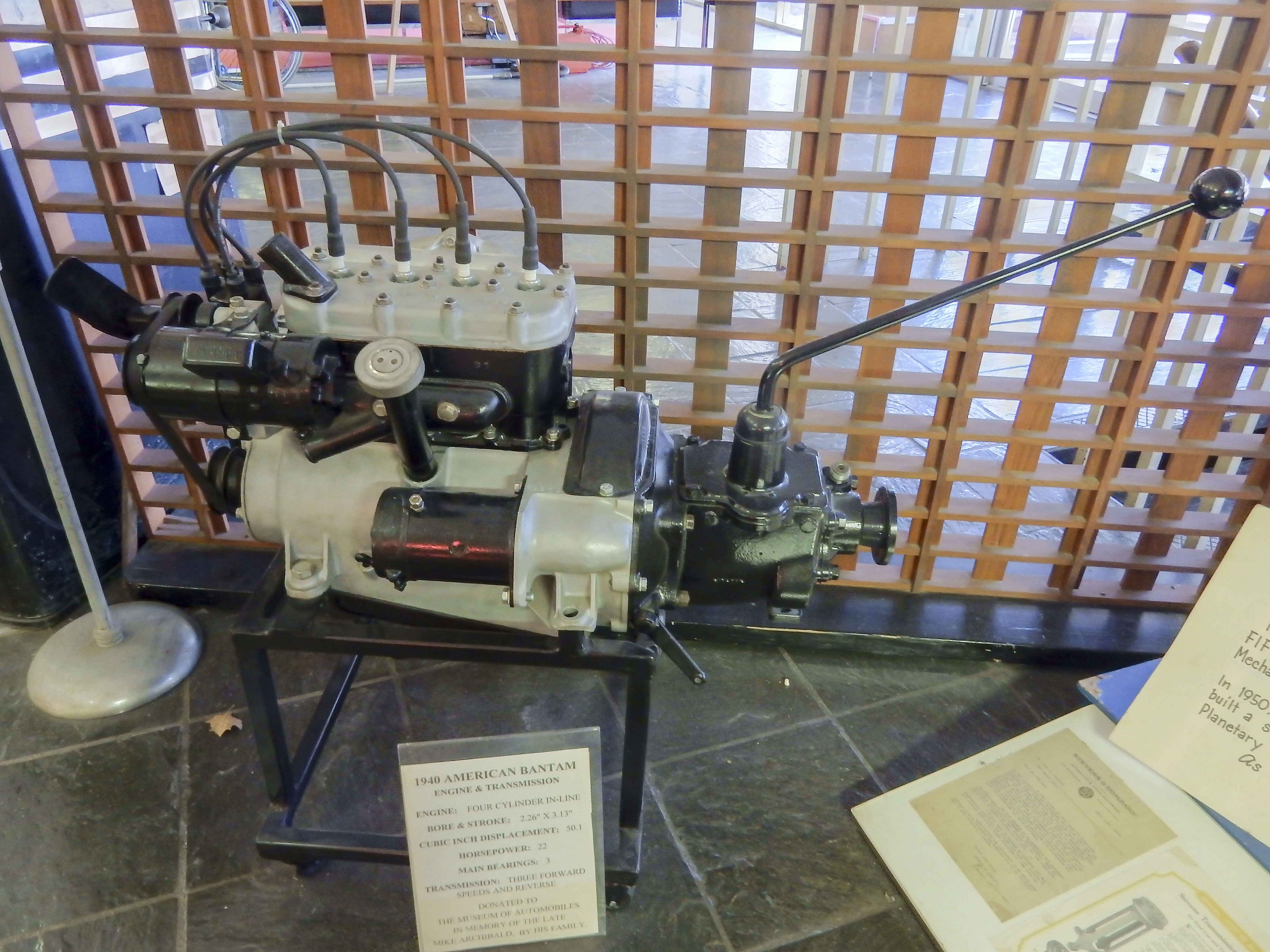
1940 班塔姆发动机和变速箱